# Остаточное электросопротивление
Остаточное электросопротивление (RRR от англ. Residual-resistance ratio) — это характеристика, служащая показателем наклёпа и чистоты материала (чем больше чистота, тем больше величина показателя). Величина определяется отношением значений электрического сопротивления при нормальных условиях (300K или ~26 °C) и условия близких к абсолютному нулю температуры (0K или гелиевая температура 4,2K):
{\displaystyle RRR={\rho _{300K} \over \rho _{0K}}}